# Samogonsjtjiki
Samogonsjtjiki (ryska: Самого́нщики) är en sovjetisk komedi- och äventyrskortfilm som filmades 1961 i Mosfilms studio och regisserades av Leonid Gajdaj. Tillsammans med filmen "Pjos Barbos i neobytjnyj kross" är detta det första verket om de tre skurkarna Trus, Balbes och Byvalyj. Filmen ingår i "Sbornika komedijnych filmov" (Mosfilm, 1961), som även inkluderade filmer som släppts separat ("Tjuzjoj bumazjnik", "Vodjanoj", "Bolsjije neprijatnosti").

## Handling
I en liten timmerstuga i skogen bränner de tre vännerna Trus, Balbes och Byvalyj hembränt. Allt går bra. Efter att ha jobbat ett tag provsmakar vännerna en alkoholhaltig produkt och bestämmer sig för att skämta genom att kasta socker doppat i drickan till hunden Barbos. Den kränkta hunden välter flaskor och behållare med dricka i, tar spolen från hembränningsapparaten och springer iväg med den in i skogen. Trion ger sig av i jakt på hunden, vilket leder hembrännarna till polisstationen, där de arresteras.

## Rollista
| Roll           | Skådespelare      |
| -------------- | ----------------- |
| Trus           | Georgij Vitsin    |
| Byvalyj        | Jevgenij Morgunov |
| Balbes         | Jurij Nikulin     |
| Barbos         | hunden Reks       |
| sträng militär | Vladimir Pitsek   |